# Mészáros Lajos (színművész)
Mészáros Lajos (Nagykáta, 1857. november 30. – Budapest, Józsefváros, 1926. június 29.) színész, rendező, a Nemzeti Színház könyvtárosa.

## Életútja
Tanulmányait a fővárosban végezte, majd 1873-ban Miklósy Gyulánál lépett a színipályára; innen indult el lelkesedéssel karrierjének nehéz és rögös útjára, amelynek jelentős állomásai Kassa, Szeged, Arad, Szabadka és a többi magyar város színpadja volt. 1884. április 1-én a Nemzeti Színház szerződtette; itt április 23-án volt az első fellépte a Fedora Ipanoff Loriszában. 1889-ben Pécsre szerződött és hét éven keresztül volt az ottani színháznak hősszerelmese és rendezője is. Legkedvesebb szerepe volt a Becsület című dráma Róbertje és 1896-ban ebben is búcsúzott a pécsi közönségtől, amikor is a pécsi hölgyek gyémántgyűrűvel ajándékozták meg. 1896-ban került vissza a Nemzeti Színház kötelékébe, ahol már Shakespeare darabjainak epizódalakjait játszotta, de a Romeo és Júlia Escalus fejedelmének, az Antonius és Kleopátra Agrippájának alakításaival kimagaslott. A népszerű művész 53 évet töltött el a magyar színpadokon és ebből az időből 34 esztendő esik a Nemzeti Színházban történt működésére. 1903. április 8-án elnyerte a Farkas–Ratkó-díjat. Külön érdemének megállapítására mondotta ötvenéves színészi jubileumán róla Hevesi Sándor igazgató, hogy »élő bizonysága annak, hogy a színművészek gárdájában soha nem a szerepkör a fontos, hanem az, hogy ki, hogyan állja meg a helyét«. 1900-tól a Nemzeti Színház könyvtárosa volt. Mint színészegyesületi tanácsos 25 éven át fáradozott a közügy érdekében. 1926. június 1-én nyugdíjba vonult, alig egy hónappal később hunyt el tüdőgyulladásban. Síremlékét Incze Sándor szerkesztő emeltette, 1927. november 1-jén.

## Családja
Szülei Mészáros Péter és Gál Stefánia. Neje Berthóty Anna operetténekesnő, született 1855-ben, Bertóton (Sáros vármegye), meghalt 1927. november 21-én, Budapesten. Színipályára lépett 1875-ben, Aranyossy Gyulánál. Házasságuk 1883. május havában volt Orosházán, Gerőfy Andor színtársulatánál. Fia Mészáros Sándor, a Nemzeti Színház titkára.

## Fontosabb szerepei
- Panov (Sardou: Fedora)
- Torelli (Maeterlinck: Monna Vanna)
- Vadászi (Dóczi L.: Széchy Mária)

## Működési adatai
1874: Balogh Alajos; 1874–75: Lászy Vilmos; 1876–79 és 1881–84: Gerőffy Andor; 1879: Lászy Vilmos; 1879–81: Székesfehérvár, Pécs; 1888–89: Arad; 1889–90: Miskolc; 1890–94: Kassa; 1894–95: Szeged; 1895–96: Pécs.